# Энтерохромаффиноподобная клетка

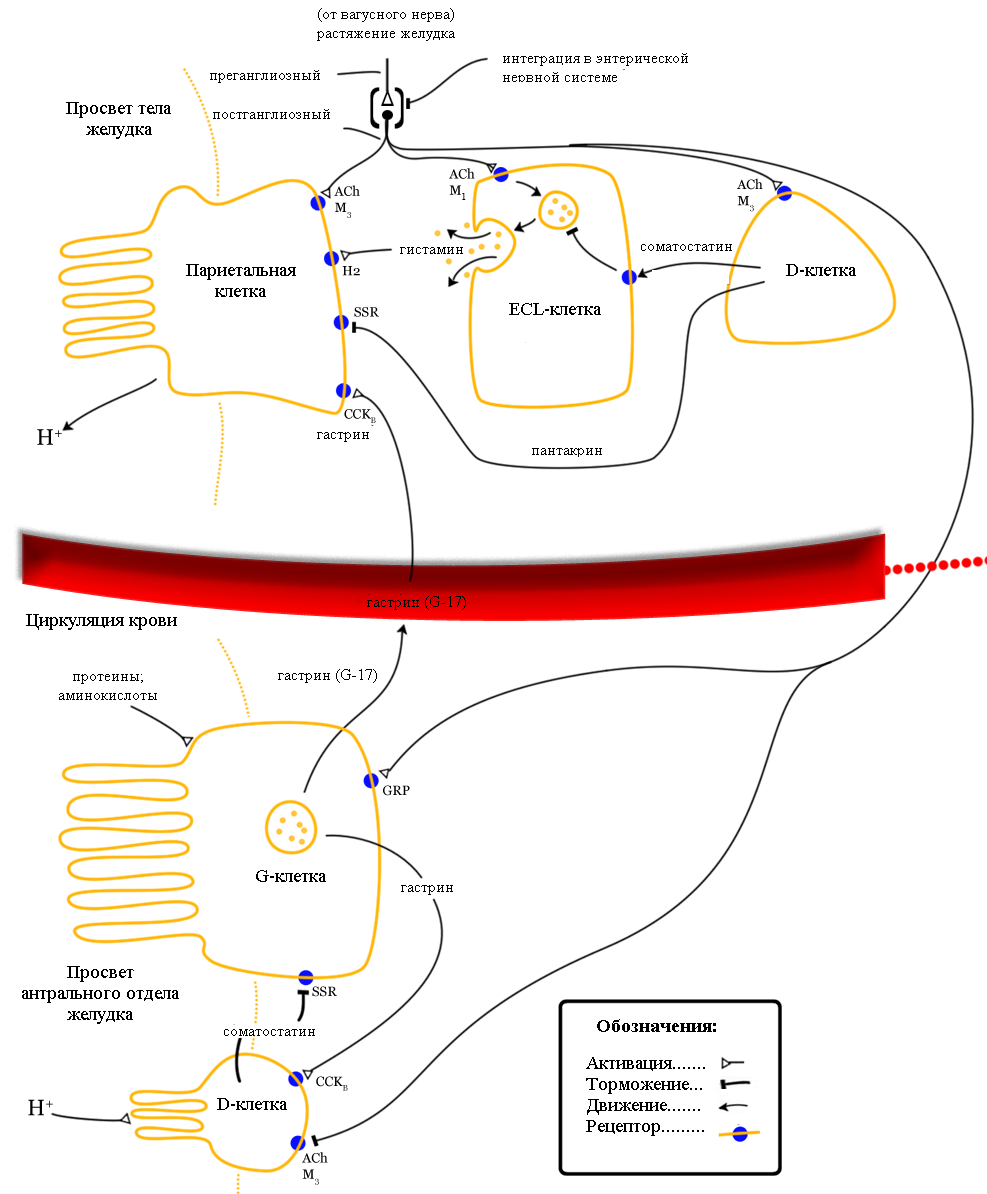
Место ECL-клеток в регуляции секреции соляной кислоты в желудке

Энтерохромаффиноподобные клетки (синоним ECL-клетки) — эндокринные клетки слизистой оболочки желудка, секретирующие гистамин.

## Локализация
Энтерохромаффиноподобные (ECL) клетки располагаются, в основном, в теле и дне фундальных (синоним главные) желёз желудка, примыкая к париетальным клеткам. ECL-клетки составляют 35 % от всех нейроэндокринных клеток желудка здорового человека. Фундальные железы, в которых находятся ECL-клетки, составляют основную часть желёз области дна, тела и интермедиальной зоны желудка. ECL-клетки имеют самую разнообразную форму. У здорового человека 0,1 мм² слизистой оболочки антральной части желудка содержит 5,6 ± 0,4 ECL-клеток.

## Функции
Энтерохромаффиноподобные клетки желудка вырабатывают гистамин, который стимулирует секрецию соляной кислоты париетальными клетками и пепсиногена главными клетками, а также расширяет кровеносные микрососуды.
Энтерохромаффиноподобные клетки имеют мембранные рецепторы гастрина, воздействие которого увеличивает секрецию гистамина. Стимуляторами секреции гистамина являются ацетилхолин, гипофизарную аденилатциклазу активирующий пептид (PACAP).
Ингибиторами, тормозящими секрецию гистамина, являются соматостатин, пептид Y1, галанин и гистамин.
Кроме гистамина, энтерохромаффиноподобные клетки секретируют пептид, называемый субстанция Р, а также панкреастатин, который получается из хромогранина А. Стимулятором последнего процесса является гастрин. Кроме того, существуют исследования, в которых утверждается, что энтерохромаффиноподобные клетки секретируют также калбиндин, факторы роста bFGF и TGFa, гликопротеиновые гормоны, энтерогастрин

## Гиперплазия ECL-клеток
Гипергастринемия (наличие гастрина в организме выше нормы) может стать причиной очаговой гиперплазии ECL-клеток и развития из этих клеток злокачественного карциноида.
При длительном, в течение нескольких лет, непрерывном приёме ингибиторов протонной помпы групп омепразола, лансопразола и пантопразола у некоторых пациентов отмечается обратимое повышение плотности ECL-клеток. Риск развития узелковой гиперплазии ECL-клеток становится особенно высоким в тех случаях, когда уровень сывороточного гастрина превышает 500 пг/мл.

## История
Энтерохромаффиноподобные клетки были обнаружены в 1960-х годах шведским исследователем Р. Тунбергом (швед. R. Thunberg).
Тунберг с помощью флюоресцентного метода установил высокую концентрацию гистамина в области париетальных клеток и низкую в подслизистом слое. Он отметил, что рядом с париетальными клетками находились клетки, по способности окрашиваться отличавшиеся от гистаминосодержащих тучных клеток, широко представленных в подслизистом слое. Эти гистаминсодержащие клетки получили наименование энтерохромаффиноподобные клетки (ECL-клетки) из-за своей похожести на энтерохромаффинные клетки.